# Xerxész (keresztnév)
A Xerxész perzsa eredetű férfinév.

## Gyakorisága
Az 1990-es években és a 2000-es években a Xerxész nem volt anyakönyvezhető.

## Névnapok
- nincs hivatalos

## Híres Xerxészek
- I. Khsajársá perzsa király
- II. Khsajársá perzsa király